# コンフォート (T-AH-20)

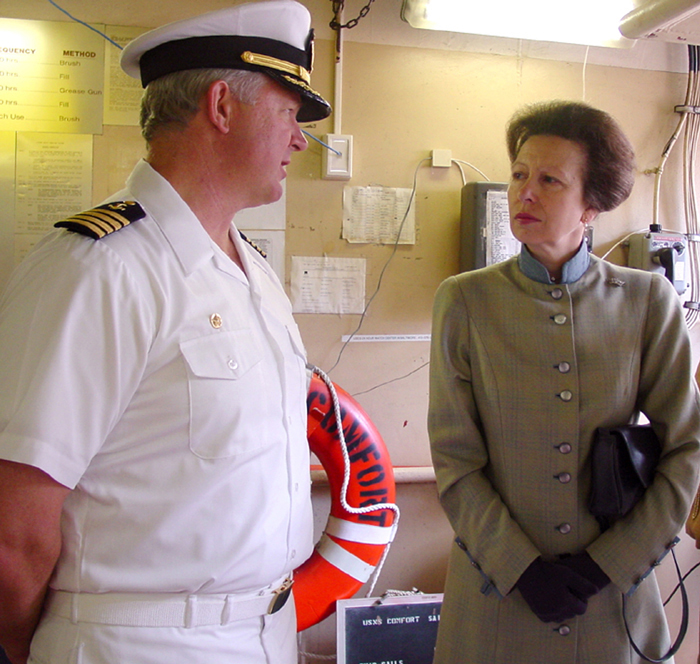
「コンフォート」艦長ディーン・ブラッドフォード大佐とアン王女、2002年7月11日、サウサンプトン

コンフォート (USNS Comfort, T-AH-20) は、アメリカ海軍の病院船。マーシー級病院船の2番艦。その名を持つ艦としては3隻目である。

## 艦歴
「コンフォート」は姉妹艦の「マーシー」同様、1976年カリフォルニア州サンディエゴのナショナル・スチール・アンド・シップ・ビルディング・カンパニーによって石油タンカー「ローズ・シティ」として建造された。
同船は1987年12月1日に海軍によって取得され、石油タンカーから病院船に改装された。「コンフォート」の主な任務はアメリカ軍の陸上展開部隊、上陸作戦部隊を迅速かつ柔軟に支援し、傷病兵に対する医療支援を主なうことである。また、平時においてはアメリカ政府系機関からの要請に基づき災害被災者や人道支援対象者に対して医療支援を行う。
「コンフォート」はボルチモア湾で最低限の乗員数で維持・管理され、運用指令から5日以内で乗員の補充・物資の補給を行い運用準備を完了する。同艦はこの数年間に何度も使用されている。

## 参加作戦
砂漠の楯／砂漠の嵐作戦
砂漠の嵐作戦時、「コンフォート」はサウジアラビアの沖合、カフジの近くに停泊した。1991年3月12日には帰国途中にあり、1991年4月15日にボルチモアに帰港する。「コンフォート」は6万5000キロメートルを航海し、1100万リットルの燃料を消費した。8000人を越える外来患者を治療し、強襲揚陸艦「イオー・ジマ (LPH-2)」で蒸気漏れ事故によって負傷した4名の兵士を含む700名が入院した。また、337回に及ぶ外科的処置が行われた。その他特筆すべき記録としては、2100回を超えるヘリコプターの離着艦、7000回に及ぶ処方、1万7000件に及ぶ検体検査、1600もの眼鏡の作成、80万食に及ぶ給食、141回のCTスキャンを含む1340回のX線検査などがある。
シー・シグナル作戦
「コンフォート」はハイチ難民のための手続きセンターとして展開することを命じられた。本作戦時、「コンフォート」が第一海上手続きセンターと指定される。艦は928名の軍人、様々な政府機関職員、国際機関職員を乗船させカリブ海へ出発した。1994年6月16日に最初の難民が収容される。1か月に及ぶ活動で乗艦した難民は1100名に及んだ。その後「コンフォート」は作戦の中断を命じられ、残りの400名を下船させた後キューバのグアンタナモ湾へむけて出航した。
アップホールド・デモクラシー作戦
1994年9月2日に「コンフォート」は再び先例のない配備を命じられる。3万5000にも及ぶキューバ、ハイチ難民を支援するグァンタナモ米軍基地に250床の医療用ベッドを提供した。「コンフォート」は566名の特別メンバーを乗艦させボルティモアを出航し、アメリカ合衆国とハイチとの間に結ばれた特別協定に従ってポルトープランスの沖合に停泊し、負傷者を受け入れできる位置を取った。1994年9月16日から10月2日まで「コンフォート」はアメリカ軍および国連部隊に対する内科・外科的治療を支援し、負傷したハイチ市民への人道的処置と、現地の医療機関システムを回復する努力に対して援助を行った。艦は1994年10月14日にボルティモアへ帰港した。
ノーブル・イーグル作戦
「コンフォート」は2001年9月11日のアメリカ同時多発テロ事件発生時、医療支援を行うため同日の午後出港した。9月14日の午後8時30分頃にマンハッタンの第92桟橋に到着し、同日の夜数名の救護員が乗艦した。艦が活動を始めると数日の間により多くの救護員が到着する。艦には561名の切り傷、呼吸器疾患、骨折およびその他の軽傷を負った患者が治療のために訪れ、また、「コンフォート」の心理学チームは500件の精神衛生相談を行った。艦はまたニューヨークのマッサージ・セラピストのボランティアを受け入れ1359件の医学治療マッサージを行った。
イラクの自由作戦
「コンフォート」は2002年12月26日に作戦への参加を命じられ、2003年1月6日に出航する。途中国立海軍メディカルセンターからのスタッフを乗艦させるためディエゴガルシア島に立ち寄り、その後ペルシャ湾入りし医療センターとしてイラクの自由作戦を支援する。「コンフォート」は負傷したアメリカ軍将兵と同様にイラクの民間人やイラク軍捕虜にも専門的治療を施し、ペルシャ湾で56日間の活動を行う。2003年6月12日にボルティモアに帰港し、ほぼ半年間の活動を記録した。この間に800回のヘリコプターの離着艦、590回の外科的治療、600単位の輸血、8000を超えるレントゲン撮影を行った。またほぼ200人のイラク民間人と捕虜を含む700人の患者を治療した。
ハリケーン・カトリーナ
ハリケーン・カトリーナの被害復興を助けるため、二日間の準備の後「コンフォート」は2005年9月2日にニューオーリンズ沿岸に展開した。7週間の活動後、2005年10月13日に帰港した。「コンフォート」は合計1956人の患者を治療した。
ハイチ地震 (2010年)
2010年1月12日21時53分（UTC、現地時間 16時53分）にハイチ共和国で起こったマグニチュード7.0の地震に対し、14日には現地に向かった。1月20日にはハイチ沖に到着、医療活動を開始した。医療従事者の陣容は、医療スタッフ合計550人程度（ハイチ到着後には350人増員）、そのうち外科医13人を含む医師40人。また、60日分の医療用品を搭載している。現地では整形外科治療を中心に、1日当たり最低100人を診察、2月15日の時点では治療した人数は妊婦を含め1000人をはるかに超えている。
新型コロナウイルス対策 (2020年)
2020年、アメリカ国内で新型コロナウイルスの感染が拡大したことを受けニューヨークへ移動。新型肺炎患者のためのベッドを確保するために、肺炎以外の治療を受けている患者の移転、療養先として使われた。